# Nuncjatura Apostolska na Wybrzeżu Kości Słoniowej
Nuncjatura Apostolska na Wybrzeżu Kości Słoniowej – misja dyplomatyczna Stolicy Apostolskiej na Wybrzeżu Kości Słoniowej. Siedziba nuncjusza apostolskiego mieści się w Abidżanie.
Od 1979 nuncjusz apostolski pełni tradycyjnie godność dziekana korpusu dyplomatycznego akredytowanego na Wybrzeżu Kości Słoniowej od momentu przedstawienia listów uwierzytelniających.

## Historia
Nuncjaturę Apostolską na Wybrzeżu Kości Słoniowej utworzył papież Paweł VI w 1972.

## Szefowie misji dyplomatycznej Stolicy Apostolskiej na Wybrzeżu Kości Słoniowej

### Pronuncjusze apostolscy
- abp Giovanni Mariani (1972 - 1973) Włoch; także pronuncjusz apostolski w Senegalu, Nigrze i Dahomeju
- abp Bruno Wüstenberg (1973 - 1979) Niemiec; także pronuncjusz apostolski w Beninie oraz delegat apostolski w Gwinei i Togo

### Nuncjusze apostolscy
- abp Justo Mullor García (1979 - 1985) Hiszpan; także pronuncjusz apostolski w Nigrze i Burkina Faso
- abp Antonio Mattiazzo (1985 - 1989) Włoch; także pronuncjusz apostolski w Nigrze i Burkina Faso
- abp Janusz Bolonek (1989 - 1995) Polak; także pronuncjusz apostolski w Nigrze i Burkina Faso
- abp Luigi Ventura (1995 - 1999) Włoch; także nuncjusz apostolski w Nigrze i Burkina Faso
- abp Mario Zenari (1999 - 2004) Włoch; także nuncjusz apostolski w Nigrze i Burkina Faso
- abp Mario Roberto Cassari (2004 - 2008) Włoch; do 2007 także nuncjusz apostolski w Nigrze i Burkina Faso
- abp Ambrose Madtha (2008 - 2012) Hindus
- abp Joseph Spiteri (2013 - 2018) Maltańczyk
- abp Ante Jozić (2019) Chorwat
- abp Paolo Borgia (2019 - 2022) Włoch
- abp Mauricio Rueda Beltz (od 2023) Kolumbijczyk